# Verwaltungsgemeinschaft Sangerhausen
Die Verwaltungsgemeinschaft Sangerhausen war eine Verwaltungseinheit im Landkreis Sangerhausen in Sachsen-Anhalt (Deutschland), in der zuletzt zehn Gemeinden zur Erledigung der Verwaltungsgeschäfte zusammengeschlossen waren. Zur VG Sangerhausen, die aus der gleichnamigen Stadt und der Gemeinde Oberröblingen bestand, kamen am 1. Januar 2005 die Gemeinden Gonna, Grillenberg, Horla, Lengefeld, Morungen, Obersdorf, Rotha und Wettelrode aus der aufgelösten Verwaltungsgemeinschaft Südharz hinzu. Bis zum 29. April 2000 gehörte auch die Gemeinde Edersleben der Verwaltungsgemeinschaft an. Sie wechselte in die Verwaltungsgemeinschaft Helme.
Auf einer Fläche von 128,49 km² lebten 28.785 Einwohner (31. Dezember 2004), was einer Bevölkerungsdichte von 224 Einwohnern je km² entsprach.
Mit der Eingemeindung der neun Landgemeinden in die Stadt Sangerhausen zum 1. Oktober 2005 wurde die VG Sangerhausen aufgelöst.

## Ehemalige Mitgliedsgemeinden
- Gonna mit OT Wilhelmshöhe
- Grillenberg
- Horla
- Lengefeld mit OT Meuserlengefeld
- Morungen
- Oberröblingen
- Obersdorf
- Rotha mit OT Paßbruch
- Stadt Sangerhausen mit OT Brühlberg, Pfeiffersheim, Sankt Julian und Taubenberg
- Wettelrode